# Arge fuscipennis
Arge fuscipennis är en stekelart som först beskrevs av Herrich-Schäffer 1835.  Arge fuscipennis ingår i släktet Arge, och familjen borsthornsteklar. Arten har ej påträffats i Sverige.